# Bahnhof Eschwege West
Der Bahnhof Eschwege West ist seit 2009 ein Betriebsbahnhof und war zuvor ein Bahnhof im Personenverkehr an der Bahnstrecke Göttingen–Bebra.

## Geschichte
Der Bahnhof Eschwege West wurde am 31. Oktober 1875 zusammen mit dem südlichen Abschnitt der Bahnstrecke Göttingen–Bebra und der von hier ausgehenden damaligen Stichstrecke nach Eschwege als Bahnhof Niederhone eröffnet. Ein Jahr später wurde die von Bebra kommende Strecke nach Friedland verlängert, von wo aus bereits Anschluss nach Göttingen bestand. Am 15. Mai 1879 ging der Abschnitt der Kanonenbahn vom Bahnhof Niederhone nach Treysa in Betrieb, womit der Bahnhof zum Kreuzungsbahnhof wurde. 1880 wurde dann noch der Abschnitt der Kanonenbahn östlich des Bahnhofs Eschwege eröffnet. 1936 erhielt der Bahnhof seinen heutigen Namen.
Im Personenverkehr war der Bahnhof Eschwege West für die Stadt Eschwege vor allem von Bedeutung, weil hier Anschluss zum Fernverkehr auf der Nord-Süd-Strecke bestand. Zwischen dem Bahnhof Eschwege und dem Bahnhof Eschwege West verkehrten zum Teil Pendelzüge, um entsprechende Anschlüsse zu sichern. Im Güterverkehr hatte Eschwege West dagegen nur geringe Bedeutung. Zum 1. Juni 1985 wurde der Personenverkehr zum Bahnhof Eschwege eingestellt, zum 15. Dezember 2002 auch der Güterverkehr. 1991 wurde auch die Kanonenbahn in Richtung Malsfeld stillgelegt.
Nachdem der Personenverkehr zum Bahnhof Eschwege eingestellt worden war, war Eschwege West der einzige Bahnanschluss, der der Stadt Eschwege im Personenverkehr geblieben war. Er lag allerdings etwa vier Kilometer vom Stadtzentrum entfernt und war deshalb in einer Zeit, in der die meisten Verkehrsteilnehmer sowieso ein Kraftfahrzeug besitzen, als Verkehrsanbindung höchst unattraktiv. Die HLB Basis AG kaufte deshalb die Eisenbahninfrastruktur von Eschwege West bis einschließlich des Bahnhofs Eschwege von der DB Netz AG, baute die Strecke wieder auf, errichtete von dort eine neue Verbindungskurve in Richtung Norden, die Fahrten nach Göttingen ohne erneuten Fahrtrichtungswechsel erlaubt, elektrifizierte die Strecke und nahm sie zum 12. Dezember 2009 in Betrieb. Damit entfiel die Funktion von Eschwege West als Personenverkehrshalt für Eschwege.

## Anlagen
Der Bahnhof war als Keilbahnhof ausgeführt. Westlich des Empfangsgebäudes lag die Bahnstrecke Göttingen–Bebra mit vier Bahnsteiggleisen an zwei Inselbahnsteigen und östlich die Bahnstrecke Leinefelde–Treysa mit zwei Bahnsteiggleisen. Nördlich des Empfangsgebäudes gab es keine Gleisverbindung. Auf der östlichen Seite waren Rangiergleise mit Ablaufberg vorhanden, heute gibt es nur noch ein elektrifiziertes Durchfahrtsgleis ohne Bahnsteigkante. Die Ortsgüteranlage mit Güterschuppen befand sich auf der Westseite. Das alte Empfangsgebäude ist 1970 abgerissen worden, nachdem es 1969 durch einen südlich errichteten eingeschossigen Zweckbau ersetzt wurde. Ehemals gab es vier Stellwerke, die abgerissen sind, dafür ist ein 1972 errichtetes Fahrdienstleiterstellwerk vorhanden. Im November 2015 wurde das Empfangsgebäude abgerissen.

## Denkmalschutz
Einige Gebäude im Bereich des Bahnhofs Eschwege West sind Kulturdenkmäler nach dem Hessischen Denkmalschutzgesetz: ein ehemaliger Ringlokschuppen von 1880, eine Eisenbahnersiedlung (ebenfalls von 1880) und ein Wasserturm von 1885.

## Bahnbetriebswerk
Im Süden des Bahnhofs war seit 1875 ein Bahnbetriebswerk, das über einen 16-ständigen Ringlokschuppen von 1875 mit einer 16-m-Drehscheibe und einen 1943/1944 errichteten fünfständigen Schuppen mit einer 23-m-Drehscheibe verfügte, der im Februar 2016 abgerissen wurde. Das Bahnbetriebswerk wurde 1965 geschlossen. Der 16-ständige Schuppen ist heute noch ungenutzt mit vermauerten Toren vorhanden, beide Drehscheiben sind um 1990 entfernt worden. Auch der Wasserturm ist noch vorhanden. Im Sommer 2017 wurden die Bahnmeisterei, das Gebäude der Fahrleitungskolonne sowie der Lokschuppen von 1875 verkauft.

## Heutiger Betrieb
Der Bahnhof Eschwege West wird von der neuen, nördlichen Einfahrtskurve zur Strecke nach Eschwege nicht mehr berührt. Zwar führt die südliche Einfahrtskurve noch durch den Bahnhof, aber aufgrund seiner abseitigen Lage zur Besiedlung wurde er mit Wiederaufnahme eines direkten Verkehrs in die Stadt Eschwege im Dezember 2009 als Personenverkehrshalt aufgegeben. Er ist somit heute ausschließlich Betriebsbahnhof.